# Carex colensoi
Espèce
Classification phylogénétique
Carex colensoi est une espèce de plantes du genre Carex et de la famille des Cyperaceae.